# Albert Mallach
Albert John Mallach, conosciuto negli Stati Uniti come Al Mallah e chiamato in Grecia anche Albertos Mallax (in greco Αλμπερτος Μαλλαχ?; Pittsburgh, 2 dicembre 1956), è un ex cestista statunitense naturalizzato greco, nato da padre ebreo originario di Salonicco e sopravvissuto ad Auschwitz e da madre irlandese americana.

## Carriera
Con la Grecia ha disputato i Campionati europei del 1983.